# Grallaria ruficapilla
Pita-formigueira-de-cabeça-ruiva ou torom-de-cabeça-ruiva (Grallaria ruficapilla) é uma espécie de ave da família Formicariidae.
Pode ser encontrada nos seguintes países: Colômbia, Equador, Peru e Venezuela.
Os seus habitats naturais são regiões subtropicais ou tropicais húmidas de alta altitude e florestas secundárias altamente degradadas.